# アラブ首長国連邦の地理

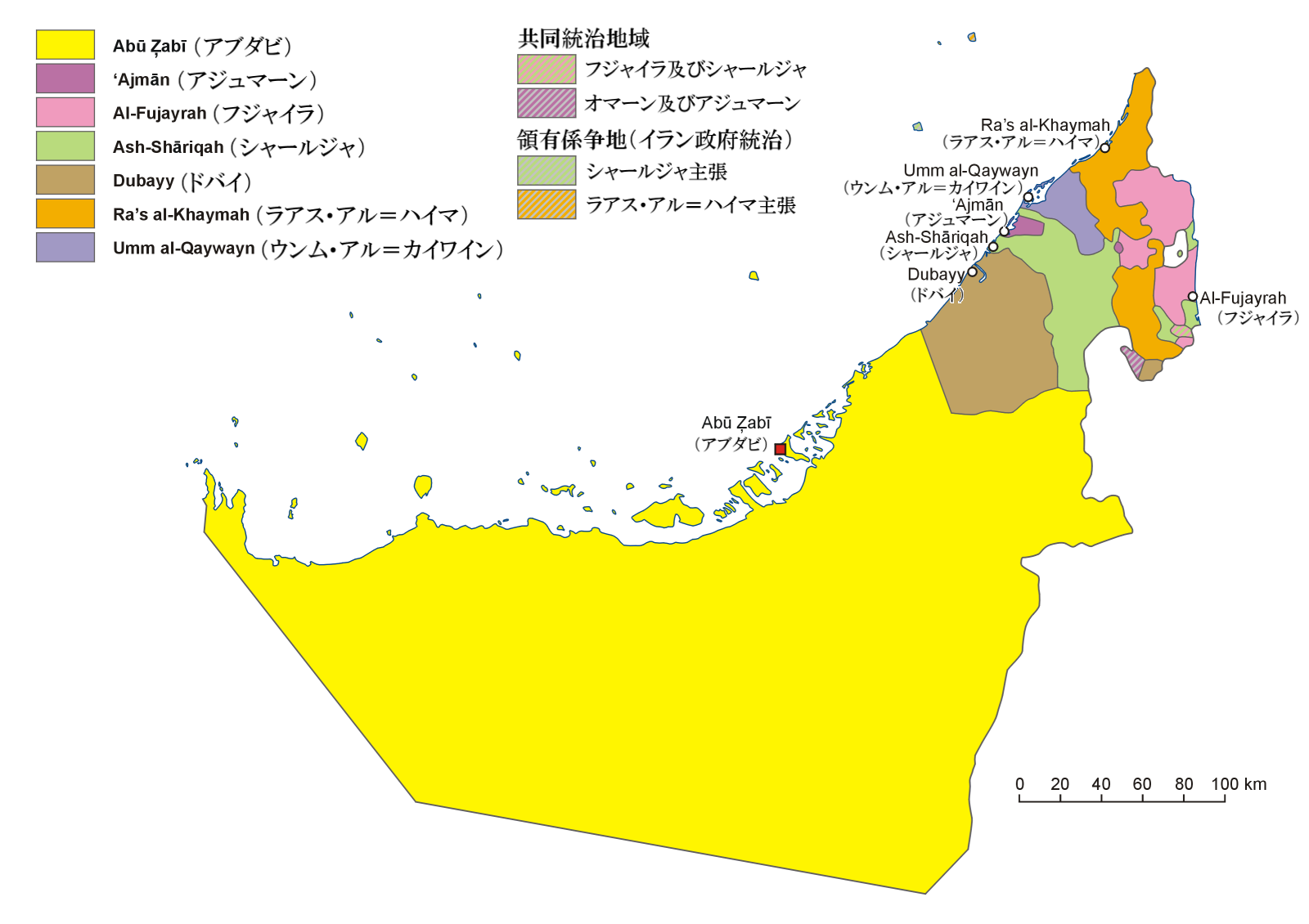
アラブ首長国連邦の各首長国。

アラブ首長国連邦の地理（アラブしゅちょうこくれんぽうのちり）ではアラブ首長国連邦における地形や自然など地理の概略を示す。

## 概要

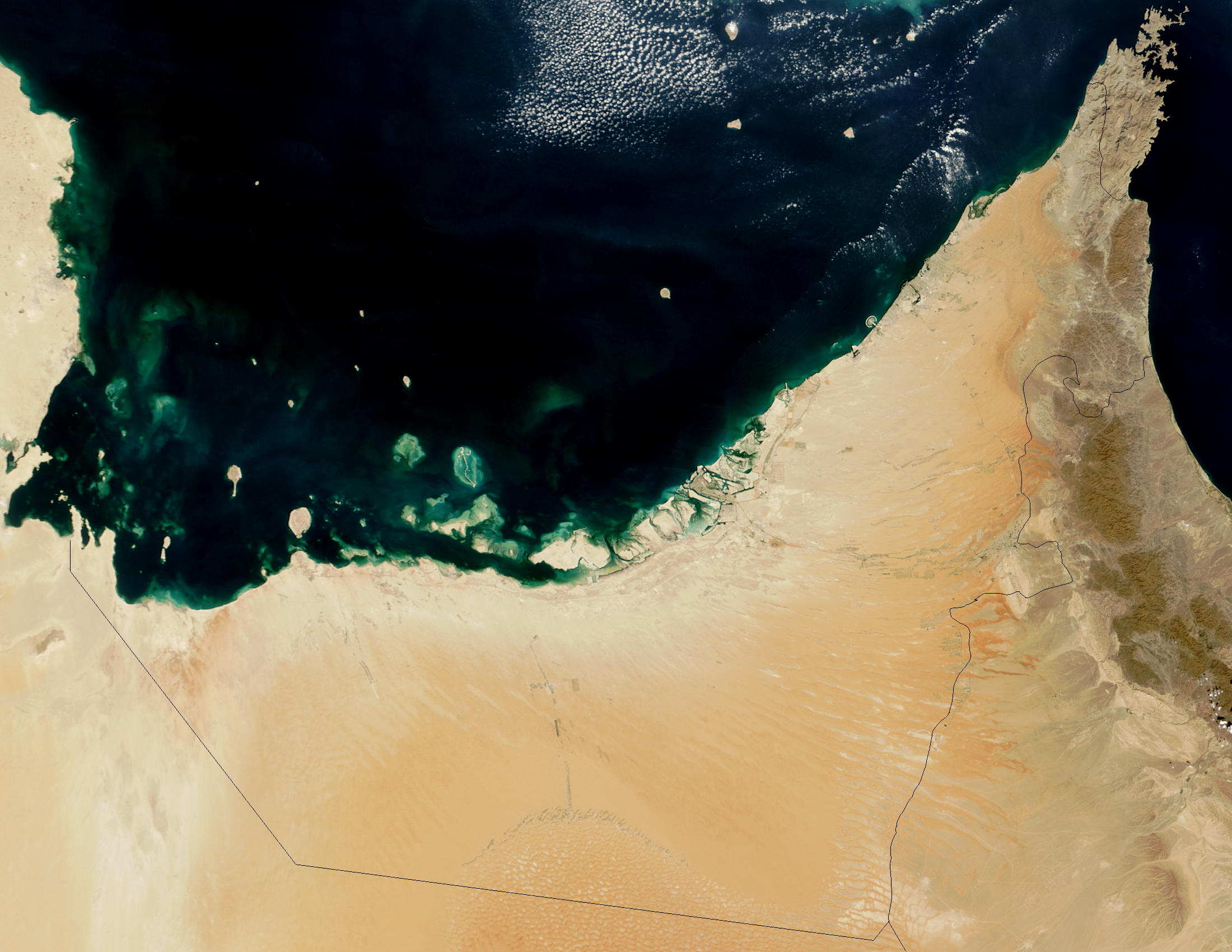
アラブ首長国連邦の衛星写真。

アラブ首長国連邦は南西アジアに位置しており、ペルシャ湾とオマーン湾に面している。ホルムズ海峡に近く、ペルシャ湾で産出された原油の輸出において非常に戦略的な立地にある。国土は北緯22度50分から26度にかけて、東経51度から56度25分にかけて広がっており、アラブ首長国連邦政府は、国境はサウジアラビアと530km、オマーンと450km、カタールと19km接しているとしている。このうちカタールと国境が接しているとアラブ首長国連邦が主張している地域は、現在もサウジアラビアとアラブ首長国連邦で領土係争中であり、仮にサウジアラビアの主張が認められた場合にはカタールとアラブ首長国連邦の国境は消滅することとなる。国土の総面積は82,880km²とされているが、イランやサウジアラビアと領土係争の途中であることや一部の島において正確な地形情報がないことから正確な面積は未だ不明確といえる。
国土はアブダビ、ドバイ、アジュマーン、フジャイラ、シャールジャ、ラアス・アル＝ハイマ、ウンム・アル＝カイワインの7つの首長国により分割されており、そのうち最大のアブダビは国土の87%にあたる67,340km²を占めている。一方最小の首長国であるアジュマーンは259km²で、アブダビの約1/260しかない。

## 地勢と国境

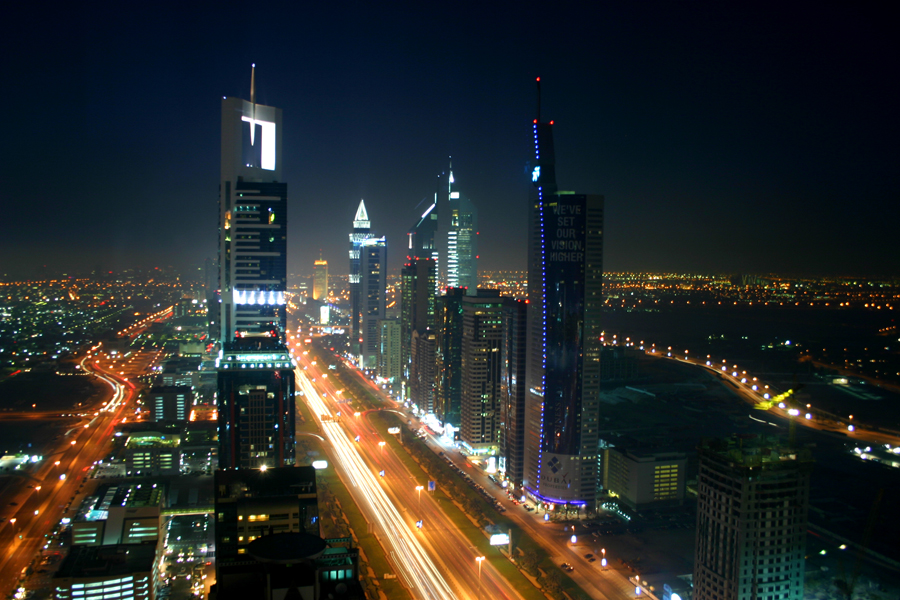
急速に開発が進むドバイ。

アラブ首長国連邦（以下UAE)にはペルシャ湾の南岸約650kmにわたり海岸線をもつ。最大の天然港はドバイにあるが、現在はアブダビやシャールジャでも浚渫された港湾が使用されている。ペルシャ湾の島々は長らくイランやカタールなど周辺諸国との領土係争の対象になっており、また小島や珊瑚礁が多く強い海流と天候の影響も受けるUAE沿岸は、航海がしにくい海域となっている。
一方オマーン湾側にも90kmの海岸線をもち、バティナ海岸として知られている。標高2500mに及ぶハジャル山脈がバティナ海岸とUAEの東側を隔てるようにあり、山脈はオマーンとUAEの国境付近からペルシャ湾岸にかけて横たわっている。山脈は海岸の近くにまで接近しており、山麓がそのまま海岸につながっている場所が多い。そのため港湾は少ないが、いくつか小規模な港は存在する。また山脈が海岸から離れているフジャイラの周辺では砂浜となっている。これらのUAE北東部の首長国は「オマーン湾砂漠及び準砂漠」というエコリージョン区分に属している。
アブダビ南西部は広大な砂丘となっており、サウジアラビア南部を中心とするルブアルハリ砂漠の一部となっている。この砂丘地帯には2つの重要なオアシスがあり、定住と耕作に必要な地下水も備えている。ひとつはサウジアラビア国境付近にあるリワ・オアシスで100kmあまりにわたって大小のオアシスが点在している。もうひとつはブライミ・オアシスで、オマーンとの国境に跨るようにオアシスが広がっている。
UAE内の各首長国の国境は、1971年に英国から独立する際の障壁になる可能性が高いことから、独立以前に英国が確定させていた。各首長国はこの英国の干渉について大部分は受け入れたものの、アブダビとドバイの国境やドバイとシャールジャの国境の一部では独立後まで国境画定が遅れた場所もある。国内でもっとも国境が複雑となっているのは首長国西部のハジャル山脈周辺で、管轄権の奪い合いの結果5つの首長国がそれぞれいくつもの飛び地を抱える状態となっている。
国内は砂漠が大半を占めているため、淡水の入手が難しい。そのためUAEでは海水淡水化装置を使用することによって淡水を得ている。

## 気候
アラブ首長国連邦の気候は基本的に暑く乾燥している。年間でもっとも暑いのは7月と8月で、海岸部では平均最高気温が48度を上回る場所もある。一方ハジャル山脈では標高が高いぶんかなり涼しく、1月や2月では平均最低気温が10度～14度程度にまで低下する。また夏後半には南東からの「シャルキ」と言われる高湿の風が吹き込むため、非常に過ごし辛い時期になる。年間降雨量は海岸部では120mm以下だが山間部では350mmに達することもあり、特に海岸部では夏季の短時間に豪雨という形で降ることが多いため時折洪水を引き起こすこともある。またこの地域では視界が遮られるような激しい砂嵐が発生することもあるほか、ラアス・アル＝ハイマでは記録をとりはじめてから現在まで2回の降雪が確認されている。
以下は首都アブダビの気象データである。
| アブダビの気候         | アブダビの気候 | アブダビの気候 | アブダビの気候 | アブダビの気候 | アブダビの気候 | アブダビの気候 | アブダビの気候 | アブダビの気候 | アブダビの気候 | アブダビの気候 | アブダビの気候 | アブダビの気候 | アブダビの気候 |
| 月                     | 1月            | 2月            | 3月            | 4月            | 5月            | 6月            | 7月            | 8月            | 9月            | 10月           | 11月           | 12月           | 年             |
| ---------------------- | -------------- | -------------- | -------------- | -------------- | -------------- | -------------- | -------------- | -------------- | -------------- | -------------- | -------------- | -------------- | -------------- |
| 最高気温記録 °C （°F） | 29 (84)        | 33 (91)        | 40 (104)       | 39 (102)       | 43 (109)       | 44 (111)       | 47 (117)       | 48 (118)       | 45 (113)       | 40 (104)       | 36 (97)        | 31 (88)        | 48 (118)       |
| 平均最高気温 °C （°F） | 23 (73)        | 24 (75)        | 27 (81)        | 30 (86)        | 34 (93)        | 36 (97)        | 38 (100)       | 39 (102)       | 37 (99)        | 33 (91)        | 31 (88)        | 26 (79)        | 31 (88)        |
| 平均最低気温 °C （°F） | 12 (54)        | 14 (57)        | 16 (61)        | 18 (64)        | 22 (72)        | 25 (77)        | 28 (82)        | 28 (82)        | 25 (77)        | 22 (72)        | 18 (64)        | 14 (57)        | 20 (68)        |
| 最低気温記録 °C （°F） | 3 (37)         | 8 (46)         | 8 (46)         | 12 (54)        | 16 (61)        | 19 (66)        | 23 (73)        | 23 (73)        | 21 (70)        | 18 (64)        | 12 (54)        | 8 (46)         | 3 (37)         |
| 降水量 mm （inch）     | 23 (0.91)      | 23 (0.91)      | 10 (0.39)      | 5 (0.2)        | 0 (0)          | 0 (0)          | 0 (0)          | 0 (0)          | 0 (0)          | 0 (0)          | 10 (0.39)      | 36 (1.42)      | 107 (4.21)     |
| 出典：                 |                |                |                |                |                |                |                |                |                |                |                |                |                |

## 生態系

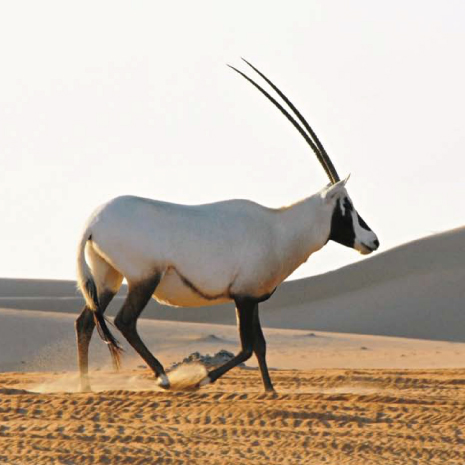
アラビアオリックス

アラブ首長国連邦では、オアシスでナツメヤシやアカシア、ユーカリなどが自生している。砂漠地帯での植物は非常にまばらであり、低木やイネなどから構成される。動物ではアラビアオリックスやアラビアヒョウが乱獲により一時期は絶滅寸前まで追い込まれたが、アブダビの首長でUAEの初代大統領でもあるザーイド・ビン＝スルターン・アール＝ナヒヤーンがはじめた保護プログラムにより種の維持に成功している。一方海洋ではサバ類やマグロ類などの魚類のほかにサメ類やクジラ類も見られる。

## 統計
総面積：82,880km²

陸地：82,880km²

水域：0km²

人口：826万4070人

最高標高地点：1,910m（オマーンのムサンダム特別行政区との国境）

最低標高地点：0m（ペルシャ湾岸）

国境線：867km（サウジアラビア530km、オマーン450km、カタール19km、UAEの主張に基づく国境線）
領海：12海里

接続水域：24海里

排他的経済水域：200海里

天然資源：石油・天然ガス